# Itacoatiara (tiểu vùng)
Itacoatiara là một tiểu vùng thuộc bang Amazonas, Brasil, Brasil. Tiều vùng này có diện tích 25387 km², dân số năm 2007 là 122650 người.